# Петік Олександр Владиславович
Олександр Владиславович Петік (нар. 27 листопада 1963, Київ) — український політик, адвокат та військовик. Голова Кіровоградської ОДА з 2 березня 2014 по 16 вересня 2014. З 14 листопада 2014 до травня 2015 року служив в 24-му окремому штурмовому батальйоні ЗСУ («Айдар») в зоні АТО. З квітня по серпень 2015 року очолював Сватівську районну військово-цивільну адміністрацію. 18 серпня 2015 року призначений заступником Голови Закарпатської обласної державної адміністрації. Звільнений з посади заступника Голови Закарпатської ОДА 26 березня 2018 року.
Із початком російського вторгнення в Україну в 2022 мобілізований в 5-й ОСБ ЗСУ. Звільнений у 2023 через досягнення граничного віку перебування на військовій службі.

## Освіта
Закінчив Сиктивкарський університетСиктивкарський державний університет імені 50-річчя СРСР, факультет фінансів і кредиту за фахом «економіст» у 1991 році, Київський університет ім. Шевченка, філософія, філософ, викладач філософії (1992), Українську академію держуправління при Президентові України, магістр державного управління (1997), Київський національний університет імені Тараса Шевченка, правознавство, юрист (2002).

## Біографія
Народився 27 листопада 1963 року у м. Київ в сім'ї філологів. Батько — Владислав Петік, уродженець Харківщини, с. Польова, закінчив Харківський університет, згодом став завідувачем редакції літератури з філології та педагогіки видавництва «Вища Школа». Мати — Євгенія Микитівна Дейкіна, уроджениця с. Казинка, Орловщина, закінчила Київський державний університет. Батько під час навчання в Харківському університеті товаришував із Іваном Світличним, за що був репресований КДБ.
Олександр у 1980 році вступив на філософський факультет Київського університету.
З лютого 1982 по вересень 1982 працював маляром відділу поточного ремонту Київського ордена Леніна державного університету імені Тараса Григоровича Шевченка. З квітень 1983 по вересень 1983 працював вихователем гуртожитку профтехучилища № 29.
У першій половині 80-х входив до координаційної ради «Інтернаціонального Революційного Фронту», який ставив собі за мету лікідації монополії КПРС на владу в СРСР.
У червні 1985 року відрахований з філософського факультету Київського університету Шевченка та виключений з комсомолу із формулюванням «за незрілі політичні вислови та погляди». КДБ заборонило Петіку працювати за спеціальністю, тому у вересні 1985 року він почав працювати гірником шахти, відкатником, згодом прохідником, машиністом підйомних машин, став слюсаром 3 розряду нафтошахти № 3 нафтошахтного управління «ЯРЕГАНЕФТЬ» об'єднання «Коминефть» в Комі АРСР. Паралельно поступив на заочне відділення Сиктивкарського університету, спеціальність «фінанси і кредит».
Став народний депутатом Комі АРСР в березні 1990, звільнився з шахти у листопаді 1990 у зв'язку з призначенням головним спеціалістом комісії з економічних реформ Ради Міністрів Комі АРСР.
- Серпень 1991 — вересень 1992 — помічник депутата Верховної Ради РФСР.
- Вересень 1992 — листопад 1993 — директор, президент товариства з обмеженою відповідальністю "Регіональне інформаційно-комерційне агентство «РИКА».
- Листопад 1993 — серпень 1995 — навчання в аспірантурі Інституту держави і права ім. В. М. Корецького НАН України.

В червні 1994 року став депутатом-мажоритарником Київської міської Ради від округу на Сирці, Шевченківський район. Депутат Київської міської ради XXII, XXIII та XXIV скликань.
- Серпень 1995 — серпень 1996 — головний редактор газети «Пробудження» Шевченківської районної ради народних депутатів, виконувач обов'язків завідувача відділу орендного підприємства Науково-дослідний інститут соціально-економічних проблем.
- Вересень 1996 — серпень 1997 — навчання в Українській академії державного управління при Президентові України.
- Вересень 1997 — квітень 1998 — головний редактор газети «Київ Шевченківський».
- Жовтень 1998 — січень 2001 — головний консультант секретаріату Комітету Верховної Ради України з питань правової реформи.
- Січень 2001 — квітень 2003 — радник Київського міського голови.
- Квітень 2003 — липень 2006 — начальник Головного управління з питань внутрішньої політики Київської міської державної адміністрації.
- Червень 2007 — листопад 2007 — провідний соціолог відділу соціально-політичних процесів Інституту соціології НАН України.
- Грудень 2007 — жовтень 2012 — помічник-консультант народного депутата України.
- Грудень 2012 — березень 2014 — помічник-консультант народного депутата України.

Затриманий «Беркутом» разом із сином під час штурму Євромайдану 11 грудня 2013 року. Після революції, з 2 березня 2014 — голова Кіровоградської обласної державної адміністрації.
На посаді голови Кіровоградської ОДА забезпечив створення трьох батальйонів територіальної оборони, які згодом були об'єднані в 57-му мотопіхотну бригаду ЗСУ — 17-й, 34-й та 42-й.
Керував операцією з роззброєння активістів «Правого Сектора», які 25 червня 2014 року захопили нафтопереробний завод у м. Долинськ (Кіровоградська область) і викрали звідти півтора мільйони гривень. Активісти Правого Сектора стверджували, що підприємство причетне до фінансування бойовиків ДНР. За твердженням керівництва Кіровоградської ОДА до нападу був причетний тодішній перший заступник голови Дніпропетровської ОДА Геннадій Корбан.
В липні 2014 року активісти звинуватили Олександра Петіка у корупції, однак на присвяченій цьому прес-конференції не змогли надати фактів чи підтверджуючих документів щодо вчинення корупційних діянь. Журналісти назвали цю прес-конференцію «введенням в оману» та «щонайменше годиною втраченого часу».
Очільника ОДА також звинувачували у відсутності кадрових змін серед керівництва області, але водночас відзначали організацію проведення виборів Президента України та допомогу військовослужбовцям ЗСУ під час проведення АТО.
8 вересня заявив про складання повноважень голови Кіровоградської ОДА та намір служити в Збройних Силах України. 14 листопада 2014 року наказом міністра оборони призначений на посаду помічника командира батальйону з правової роботи 24-го окремого штурмового батальйону ЗСУ («Айдар»).
З 21 квітня по серпень 2015 року — голова Сватівської РДА Луганської області

## У Закарпатській ОДА
З серпня 2015 року — заступник Голови — керівник апарату Закарпатської обласної державної адміністрації.
З 5 лютого 2018 року — заступник Голови Закарпатської обласної державної адміністрації, керівник гуманітарного блоку.
У лютому 2018 між Олександром Петіком та представниками ГО «Ніхто Крім Нас», серед яких є ветерани Війни в Афганістані виник конфлікт. За твердженням Олександра Петіка, причиною конфлікту стало його висловлювання про Війну в Афганістані, яку Петік назвав «окупаційною». Деякі представники ГО «Ніхто Крім Нас» жорстко відреагували на це висловлювання, називаючи себе «Героями Війни в Афганістані». Представники ГО «Ніхто Крім Нас» звернулись до Голови ОДА Геннадія Москаля з вимогою звільнити Петіка. За повідомленням ЗМІ, заява Петіка викликала обурення у Голови Закарпатської ОДА Геннадія Москаля, який пообіцяв звільнити свого заступника та вибачився перед представниками ГО «Ніхто Крім Нас».
27 березня Олександра Петіка було звільнено з посади заступника Голови Закарпатської ОДА.

## Російське вторгнення в Україну у 2022
Після початку російського вторгнення в Україну в лютому 2022 мобілізований в 5-й ОСБ ЗСУ. Брав участь у обороні Лисичанська, Cєвєродонецька, Бахмута, півночі Чернігівської області. Звільнений у 2023 через досягнення граничного віку перебування на військовій службі.

## Нагороди та звання
- Шостий ранг державного службовця.
- Почесне звання «Заслужений юрист України».
- Грамота Верховної Ради України, Почесною грамотою Верховної Ради України.